# Белобрюхий крапивник
Белобрюхий крапивник (лат. Uropsila leucogastra) — вид воробьиных птиц из семейства крапивниковых (Troglodytidae), единственный в одноимённом роде (Uropsila). Выделяют 5 подвидов.
МСОП присвоил таксону охранный статус «Виды, вызывающие наименьшие опасения» (LC).

## Распространение
Обитают в Белизе, Гватемале, Гондурасе и Мексике. Естественной средой обитания этих птиц являются субтропические или тропические сухие леса, субтропические или тропические влажные равнинные леса, а также сильно разрушенные бывшие леса.

## Описание
Длина 9,5—10 см. Вес самцов 9,8—10,5 г, самок 8—9,1 г. Поют оба пола, причем часто дуэтом.